# Гулиев, Парвиз Асад оглы
Парвиз Асад оглы Гулиев (азерб. Pərviz Əsəd oğlu Quliyev; р. 19 января 1942, Баку) — советский и азербайджанский фотохудожник. Заслуженный работник культуры Азербайджана (2008).

## Биография
С 1961 года работал на киностудии «Азербайджанфильм» — сначала фото-лаборантом, затем художником-фотографом, мастером-фотографом, а с 1967 года — начальником фото-цеха.
Первой работой Парвиза Гулиева в качестве фотохудожника стал короткометражный фильм режиссёра Расима Оджагова «Сила притяжения».
За следующие 50 лет своей жизни, посвящённых развитию азербайджанского кинематографа, он участвовал в работе над сорока фильмами многих известных режиссёров.
В 1980 году был принят в Союз кинематографистов СССР.
По собственной инициативе создал фото-архив, в котором собраны все фото-кадры и негативы фильмов, снятых на киностудии «Азербайджанфильм».
Парвиз Гулиев занимался подготовкой Дней культуры Азербайджана, проходивших в разных уголках СССР.
Участвовал в оформлении фойе киностудии «Азербайджанфильм», Государственного фильмофонда Азербайджанской Республики и Нахичеванской автономной республики.
Оформлял фото-стенды к проводящимся в Государственном фильмофонде Азербайджанской Республики юбилеям известных деятелей кино.
Фотографические работы П. Гулиева используются во многих книгах, журналах, каталогах и проспектах, иллюстрируют статьи в киноэнциклопедии, а также размещены на сайте «Азербайджанское кино», созданном Фондом Гейдара Алиева.

## Награды и звания
- В 1977 году был награждён Почётной грамотой Государственного комитета по кинематографии при Совете Министров СССР.
- В 1980 году награждён почётным знаком «Отличник кинематографии».
- В 1989 году награждён медалью «Ветеран труда».
- В 2008 году присвоено почётное звание Заслуженный работник культуры Азербайджана.
- В 2011 году награждён почётным дипломом Объединения фотографов Азербайджана «За исключительные заслуги в фотоискусстве за 50 лет».

## Некоторые фильмы
- 1967 — Человек бросает якорь
- 1968 — Последняя ночь детства
- 1969 — Хлеб поровну
- 1981 — Послезавтра, в полночь
- 1988 — Частный визит в немецкую клинику